# Jasenačko polje
Jasenačko polje – polje w Chorwacji. Jest położone pomiędzy górami Bjelolasica, Debelo Brdo i Jasenačka kosa.
Leży 15 km na zachód od Ogulina. Zajmuje powierzchnię 2,3 km². Przepływa przez nie potok Jasenak, którego wody sezonowo je zalewają. W jego południowej części leży wieś Jasenak.